# Theromyia nana
Theromyia nana är en tvåvingeart som först beskrevs av Pritchard 1941.  Theromyia nana ingår i släktet Theromyia och familjen rovflugor.
Artens utbredningsområde är Peru. Inga underarter finns listade i Catalogue of Life.